# Mühlenfliess
För andra betydelser, se Mühlenfließ.
Mühlenfliess är en kommun och ort i Landkreis Potsdam-Mittelmark i förbundslandet Brandenburg i Tyskland.
Kommunen bildades den 1 juli 2002 genom en sammanslagning av de tidigare kommunerna Haseloff-Grabow, Nichel, Niederwerbig och Schlalach.
Kommunen ingår i kommunalförbundet Amt Niemegk tillsammans med kommunerna Niemegk, Planetal och Rabenstein/Fläming.